# Youth of America
| Críticas profissionais | Críticas profissionais |
| Avaliações da crítica  | Avaliações da crítica  |
| Fonte                  | Avaliação              |
| ---------------------- | ---------------------- |
| All Music              | [ 1 ]                  |

Youth of America é o segundo álbum de estúdio da banda americana de punk rock Wipers. Foi lançado em 1981 pela gravadora Park Avenue.

## Conteúdo
O álbum marcou uma distinta mudança no som da banda. Comparado ao seu antecessor, Is This Real?, Que era composto principalmente de músicas brutas, elegantes e relativamente tradicionais, o Youth of America apresentava composições muito mais longas e complexas; somente a faixa-título tinha mais de 10 minutos. Segundo o vocalista Greg Sage, essa mudança de ritmo foi uma contra-reação deliberada contra a tendência de lançar músicas curtas, o que muitas bandas punk fizeram na época.
O Quietus observou o gênero do álbum como pós-punk e descreveu ainda seu estilo como "um conjunto de seis trilhas de rock de garagem que atravessa o cosmos independentemente. Segundo, é um estilo gótico, mas levedado pelo movimento e impulso, graças às suas influências krautrock. E, finalmente, é um disco punk real e sombrio, definido por um ar irreal de irrealidade - tão pouco romântico quanto fantástico".

## Lançamento e recepção
Lançado em 1981, o Youth of America, segundo Greg, não foi bem recebido nos Estados Unidos na época de seu lançamento, mas se saiu melhor na Europa.
Em sua revisão retrospectiva, o Consequence of Sound escreveu: "Desde o seu estilo de produção e composição até a condução, o trabalho angular de guitarra juntamente com ganchos hímicos, o Youth of America é hoje tão forte e renovado quanto há 30 anos." O Quietus escreveu "pode haver álbuns punk mais essenciais por aí, mas nunca mais o gênero soou tão penetrante". A Head Heritage chamou de "um legado duradouro de uma gravação".
Youth of America foi posteriormente reeditado nas gravadoras Backbone e Restless, com capas diferentes para cada uma, e na própria Zeno Records de Greg como o segundo disco do Wipers Box Set, embora com uma ordem de execução diferente da edição original do vinil.

## Legado
Juntamente com outros discos dos Wipers, o Youth of America passou a ser reconhecido como um álbum importante no desenvolvimento do movimento underground e independente do rock americano no início dos anos 80. Thurston Moore, do Sonic Youth, citou o álbum como uma inspiração, e fez um cover da faixa "Pushing the Extreme" com Keith Nealy para o álbum de tributo dos Wipers, Fourteen Songs for Greg Sage and The Wipers.
Também foi feito um cover da faixa-título pelos Melvins em seu álbum de 2001 Electroretard e Mission of Burma no álbum ao vivo Snapshot. Kurt Cobain listou o Youth of America em seu top 50 melhores álbuns de todos os tempos.
O Pitchfork classificou a faixa-título em 173º na lista de "As 200 melhores músicas dos anos 80" e classificou o álbum em 102º na lista de "Os 200 melhores álbuns dos anos 80".

## Lista de faixas
Todas as faixas foram escritas por Greg Sage.
Lado A
| N.º | Título                | Duração |  |
| 1.  | "Taking Too Long"     | 3:07    |  |
| 2.  | "Can This Be"         | 2:54    |  |
| 3.  | "Pushing the Extreme" | 3:13    |  |
| 4.  | "When It's Over"      | 6:34    |  |

Lado B
| N.º            | Título             | Duração |  |
| 1.             | "No Fair"          | 4:25    |  |
| 2.             | "Youth of America" | 10:27   |  |
| Duração total: | Duração total:     | 30:40   |  |

## Créditos
- Greg Sage – vocais, guitarra, piano, produção, gravação
- Brad Davidson – baixo, assistência à operação de fita
- Dave Koupal – baixo
- Brad Naish – bateria